# 黃羊川鎮
黃羊川鎮，位於中國甘肅省武威市古浪縣東南部，東接橫樑鄉、南為天祝藏族自治縣、西連十八里堡鄉、西北臨定寧鎮、東北臨黃花灘鄉，因有黄羊群聚吃草，故名黃羊川。
黄羊川位於祁連山下，地勢偏高，有兩山夾一川。黄羊川镇最东面的石门峡，海拔2360米。2002年台灣已故企業家英業達集團副董事長溫世仁曾力大開發黃羊川，並建立黃羊川國際會議中心。

## 行政區劃
黃羊川鎮下轄以下地區：
张家墩村、周家庄村、菜子口村、一棵树村、尚家沟村、大南冲村、马圈滩村、小南冲村、石门山村、石城村、张家沟村、东窑村、西窑村、头沟岭村、大台村、北岑沟村、井儿沟村、打拉水村、四道岘村、韭菜沟村和薛家水村。